# Accumotive
Koordinaten: 51° 18′ 7,2″ N, 14° 5′ 27,3″ O
Die Accumotive GmbH & Co. KG ist ein deutscher Hersteller von Lithium-Ionen-Akkumulatoren und eine hundertprozentige Tochtergesellschaft der Mercedes-Benz Group AG. Der Hauptsitz des Unternehmens befindet sich im sächsischen Kamenz, wo auch die Produktion der Batterien erfolgt.

## Geschichte

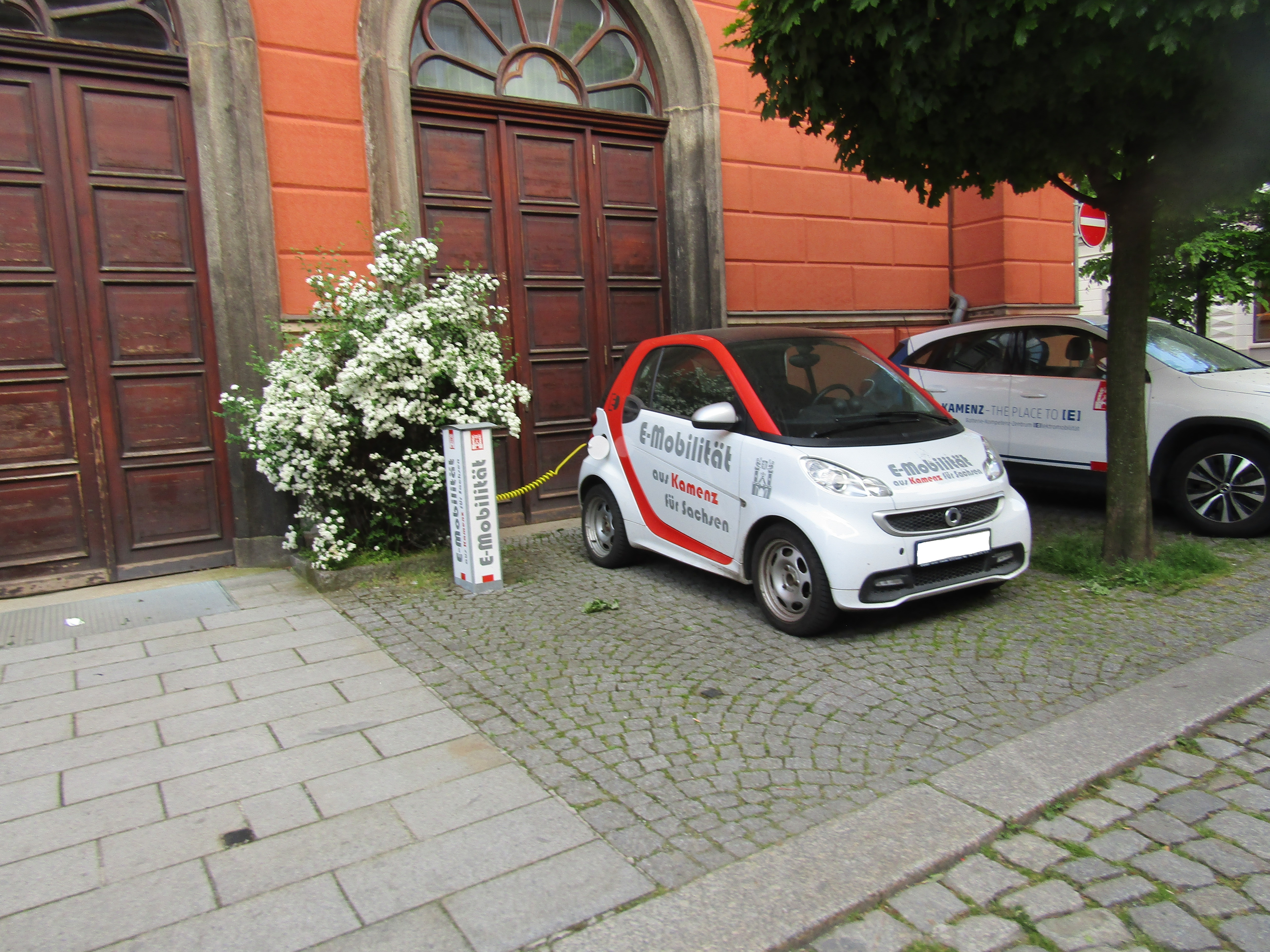
Smart Fortwo Electric Drive in Kamenz

Die Deutsche Accumotive wurde 2009 als Joint Venture zwischen der Daimler AG und dem Essener Chemieunternehmen Evonik Industries gegründet, analog zu Li-Tec Battery, einem in Kamenz ansässigen Zellproduzenten, welcher ab 2008 ebenfalls als Joint Venture zwischen Daimler (49,9 %) und Evonik (50,1 %) aufgebaut wurde.
Dabei hielt die Daimler AG 90 % der Anteile, während 10 % auf Evonik entfielen.
Die erste von der Accumotive produzierte Batterie kam ab 2012 in der 3. Generation des elektrischen Smart Fortwo Electric Drive (ED3) zum Einsatz. Sie ersetzte eine Batterie, die bereits seit 2009 in den ED2-Fahrzeugen verbaut wurde und vom US-amerikanischen Hersteller Tesla Motors zugekauft wurde. Die Zellen wurden dabei von Li-Tec innerhalb Kamenz geliefert und bei Accumotive zu Batteriemodulen aus 31 Zellen zusammengefügt. Die jeweils aus 3 Modulen bestehende Batterie hatte eine Masse von 175 kg und eine Nennkapazität von 17,6 kWh. Sie kam auf eine kurzzeitige Höchstleistung von 55 kW (75 PS, 60 kW im Brabus), die die Leistungsfähigkeit des verbauten Motors (SMG180 von EM-motive) nicht ausnutzte. Die Dauerleistung von Motor und Gesamtfahrzeug, die in Fahrzeugpapieren steht, ist aufgrund der Messmethode über 30 Minuten durch die Akkukapazität vorgegeben, hier 35 kW (48 PS). 
Die kostenintensive Zellproduktion in Sachsen wurde nach 2015 nicht fortgeführt, denn die 2014 vorgestellte Nachfolgemodellreihe 453 wurde auch als Verbrenner mit zugelieferter Technik von Renault gebaut (die viertürige Variante entspricht dem Renault Twingo und wurde komplett von Renault gefertigt). Die im Elektro-Modell ED4 (ab 2018 EQ genannt) von Accumotive verbauten 96 Zellen kamen vom südkoreanischen Hersteller LG Chem.
2014 übernahm die Daimler AG die von Evonik gehaltenen Anteile der Accumotive sowie von Li-Tec. Damit wurden beide Unternehmen zu hundertprozentigen Tochtergesellschaften des Stuttgarter Automobilkonzerns.
Im Jahr 2016 investierte Daimler 500 Millionen Euro um das Werksgelände der Accumotive in Kamenz um eine zweite Produktionsstätte zu erweitern. Zu den bereits vorhandenen 20.000 Quadratmetern Produktionsfläche kamen im Zuge dessen weitere 40.000 Quadratmeter hinzu. Das Accumotive-Werk II ist als CO2-neutrale Fabrik konzipiert. So umfasst das Werksgelände ein Blockheizkraftwerk und eine Photovoltaikanlage, welche in Kombination mit Geothermie die Produktionsanlagen mit Strom versorgen.
Zum 1. Mai 2018 wurden die Entwicklungsbereiche der Accumotive, die im Kirchheimer Stadtteil Nabern angesiedelt waren, von der Accumotive abgespalten und in das Werk Untertürkheim der Daimler AG integriert. Der Gesellschaftssitz der Accumotive wurde erst im Juli 2020 von Kirchheim unter Teck nach Kamenz verlegt. Es erfolgte auch die Streichung Deutsche in der Geschäftsbezeichnung.
Seit 2019 wurden die Batterien für das Elektroauto Mercedes-Benz EQC von der Accumotive gefertigt, weiterhin mit zugekauften Zellen. Mit einem Gesamtgewicht von 650 kg und einem Energiegehalt von 80 kWh war es damals das mit Abstand größte von der Accumotive gefertigte Batteriepaket.
Gefertigt werden auch kleine Akkus für Hybrid-Modelle. 2020 Hochlauf EQC-Batterie und Herstellung der Millionsten Batterie. 2021 Hochlauf EQA- und EQB-Batterie. 2022 Produktion der 50.000 EQC-Batterie.

## Produkte

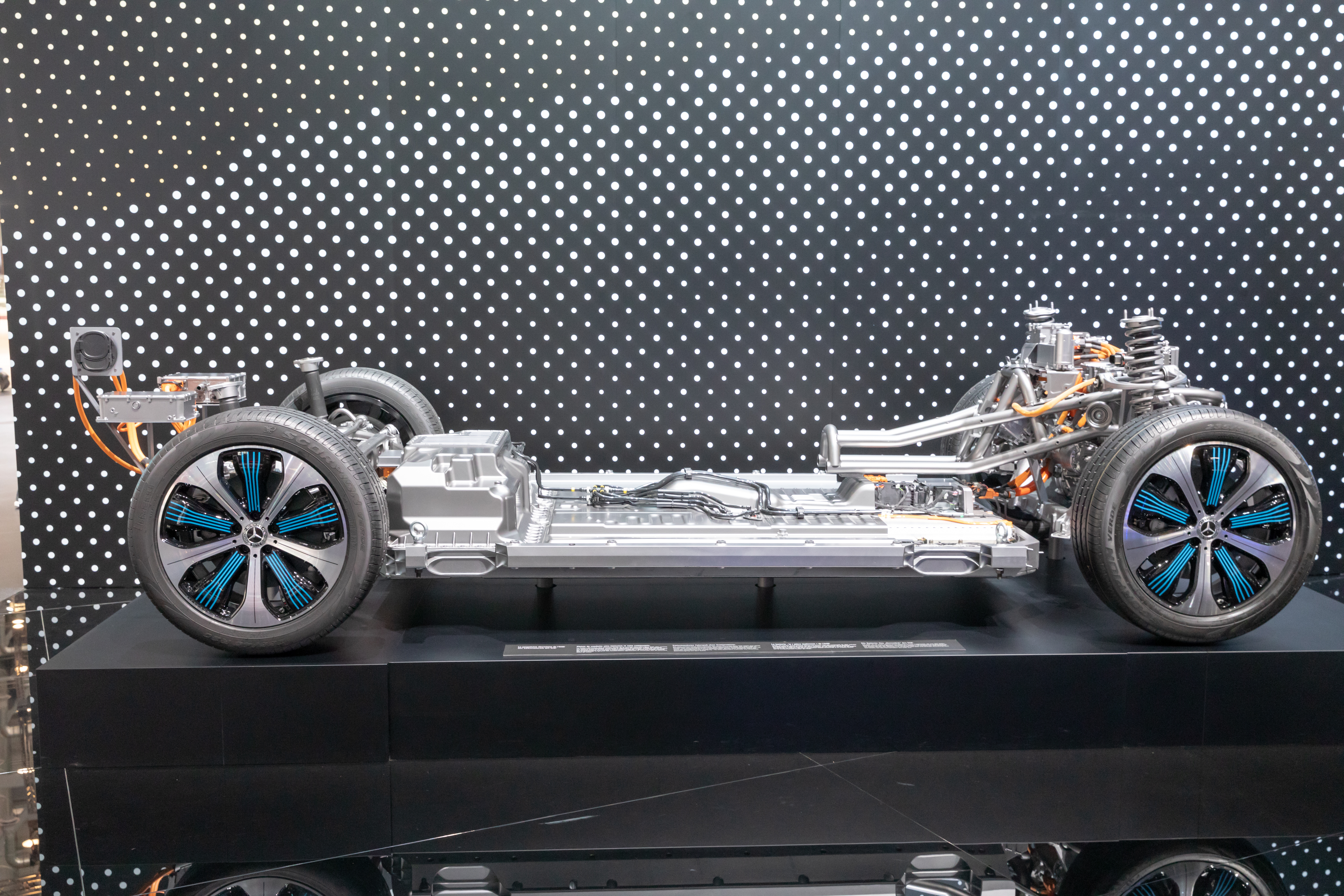
Antriebsstrang des Mercedes-Benz EQC mit Batterie der Accumotive.

Die Accumotive produziert Akkupakete für elektrifizierte Fahrzeuge der Mercedes-Benz Group AG, mit zugekauften Zellen, meist von asiatischen Firmen, teils aus Werken in Osteuropa. Bis 2015 wurden auch Zellen verbaut die von der Daimlertochter Li-Tec Battery in Kamenz hergestellt wurden.
| Fahrzeug                               | Produktionszeitraum | Max. Spannung | Energiegehalt | Max. Leistung | Reichweite (NEFZ) | Gewicht | Anz. Zellen |
| -------------------------------------- | ------------------- | ------------- | ------------- | ------------- | ----------------- | ------- | ----------- |
| Smart Fortwo 451 ED 3                  | 2012–2015           | 391 V         | 17,6 kWh      | 055 kW        | 145 km            | 175 kg  | 093         |
| Verschiedene (48-Volt Batterie)        | seit 2017           | 052 V         | 00,9 kWh      | 016 kW        | –                 | 015 kg  |             |
| Smart Fortwo 453 ED 4                  | seit 2017           | 403 V         | 17,6 kWh      | 076 kW        | 160 km            | 178 kg  | 096         |
| Verschiedene (Plug-In-Hybrid Batterie) | seit 2018           | 420 V         | 13,8 kWh      | 100 kW        | –                 | 110 kg  | 100         |
| Mercedes-Benz EQC                      | seit 2019           | 408 V         | 80,0 kWh      | 300 kW        | 450 km            | 650 kg  | 384         |